# Isocapnia grandis
Isocapnia grandis är en bäcksländeart som först beskrevs av Banks 1907.  Isocapnia grandis ingår i släktet Isocapnia och familjen småbäcksländor. Inga underarter finns listade i Catalogue of Life.